# 白英奇

白英奇主教牧徽

白英奇（義大利語：Lorenzo Bianchi, P.I.M.E，1899年4月1日—1983年2月13日），1952年至1968年期間擔任天主教香港教區主教。
1899年4月1日，白英奇出生在意大利布雷西亚的歌丹諾高奇Corteno。他在年轻时加入了宗座外方传教会，1922年9月23日在米兰晋升神父，1923年9月13日抵达香港。
1924年，他被派往新界的西贡传教；从1925年到1929年在海丰县传教；从1930年到1941年，以及从1948年到1949年，他曾两度任海丰县。1949年4月21日，他被任命为香港教区辅理主教，10月9日祝圣，随后回到海丰，1950年3月22日在当地被拘禁。1951年9月3日，恩理觉主教去世，白英奇继任为香港教区主教，但他仍在被囚中，无法回到香港管理教务。直到1952年10月17日才获释返回香港，10月26日接任香港教區主教职务。1968年11月30日，白英奇主教宣布退休，由輔理主教徐诚斌繼任主教。1969年4月19日，白英奇返回意大利，1983年2月13日去世，終年83歲。
香港明爱白英奇专业学校就是以白英奇主教命名。
2015年3月25日，白英奇主教的骨灰由意大利遷回香港，連同昔日天主教香港代牧區第二任宗座代牧和主教的骨灰一同合葬於香港聖母無原罪主教座堂內的福傳小堂。